# Traktakan
Traktakan is een bestuurslaag in het regentschap Bondowoso van de provincie Oost-Java, Indonesië. Traktakan telt 2007 inwoners (volkstelling 2010).